# Поведа-де-ла-Сьєрра
Поведа-де-ла-Сьєрра (ісп. Poveda de la Sierra) — муніципалітет в Іспанії, у складі автономної спільноти Кастилія-Ла-Манча, у провінції Гвадалахара. Населення — 150 осіб (2010).
Муніципалітет розташований на відстані близько 140 км на схід від Мадрида, 95 км на схід від Гвадалахари.

## Демографія
Динаміка населення (INE ):